# Myrcia vattimoi
Myrcia vattimoi är en myrtenväxtart som beskrevs av Joáo Rodrigues de Mattos. Myrcia vattimoi ingår i släktet Myrcia och familjen myrtenväxter. Inga underarter finns listade i Catalogue of Life.